# Zadnik
Zadnik je priimek več znanih Slovencev:
- Branko Zadnik (*1950), gradbenik
- Gustav Zadnik (1927—1999), ekonomist, gospodarstvenik, diplomat
- Jože Zadnik, telovadec, športni delavec, "mojster zletnih sestav" v Evropi
- Katarina Zadnik, glasbena pedagoginja, doc. AG
- Lenart Zadnik, fizik
- Lidija Zadnik Stirn (*1950), matematičarka, informatičarka, univ. prof.
- Ludvik Zadnik (1864—1950), časnikar, politik in delavski organizator
- Maks Zadnik (*1926), publicist, zgodovinar/raziskovalec NOB
- Nadja Strajnar Zadnik (*1947), igralka
- Štefka Zadnik (1928—2005), zgodovinarka
- Tomaž Zadnik (*1951), veterinar, prof. VF
- Uroš Zadnik, košarkar
- Vesna Zadnik (*1975), zdravnica epidemiologinja
- Zvezda Zadnik (1909—2003), zdravnica pediatrinja, ortopedinja
- Zvezdana Zadnik (1919—2011), škofjeloška igralka in društvena delavka